# Frédéric-Marie Bergounioux
Pour les articles homonymes, voir Bergounioux.
Edmond André Bergougnoux dit Frédéric-Marie Bergounioux né le 15 octobre 1900 à Lanouaille et mort le 12 mars 1983 à Toulouse, est un prêtre catholique, paléontologue, géologue et théologien français, professeur de géologie à l'Institut catholique de Toulouse.

## Biographie
Fils de Jean-Baptiste Séraphin Bergounioux, pharmacien et industriel, et de Marie Lachaud, domiciliés à Gramat mais habitant à Lanouaille, Edmond André Bergougnoux, naît le 15 octobre 1900 à Lanouaille.
Il s'oriente vers le sacerdoce à 21 ans, devient moine franciscain en 1925 après son service militaire. À 28 ans, il étudie les sciences à la faculté des sciences de Toulouse où il suit les cours de géologie de  Louis Mengaud qui venait de succéder à Charles Jacob.  
En 1930, il fait sa profession solennelle le 25 février, sous-diaconat le 9 mars, diaconat le 15 mars, sacerdoce le 16, obtient le certificat de Botanique générale le 28 juin et certificat de géologie générale le 27 octobre. 
Il est chargé de cours de géologie à l'Institut catholique de Toulouse le 18 novembre 1931 et commence des recherches sur les Chéloniens fossiles en faisant des publications sur ce sujet et donne quelques articles sur la théologie franciscaine. Ses études reprises dans l'article Monographie paléontologique de la faune de Vertébrés des sables de Montpellier lui ont permis de réviser la détermination des tortues et a décrit plusieurs espèces nouvelles dont la Trionyx rotundiformis.
Il soutient sa thèse de docteur ès sciences à Paris sur les Chéloniens fossiles du Bassin d'Aquitaine le 30 mars 1935, publiée par la Société géologique de France. Comme la plupart des paléontologues de cette époque, il considère que l'orthogénèse et l'hérédité de l'acquis comme les principaux mécanismes de l'évolution en faisant la confusion entre les mécanismes d'évolution internes ou externes. Frédéric-Marie Bergounioux tente, en 1935, de distinguer ce qui dépend des mutations génétiques et ce qui relève du milieu. Pour ce qui relève de l'adaptation au milieu, il emploie le terme de « pré-adaptation » introduite par Lucien Cuénot qui est employé pour une mutation aléatoire, avantageuse pour l'individu, qui l'a acquise. Cette adaptation correspond à un déterminisme génétique plutôt que dû à l'environnement.
Il devient professeur de géologie de l'Institut catholique de Toulouse en 1936, puis d'anthropologie préhistorique à la faculté de philosophie de l'Institut catholique en 1937. Il devient un collaborateur du service de la carte géologique de France en 1938.
Il est mobilisé en 1939 avant d'être revient à l'état civil en 1940 avec la Croix de guerre et des citations. Il reprend son enseignement à l'Institut catholique de Toulouse avec ses travaux de terrains et de recherches sur les bassins houillers du nord-est de l'Aquitaine. Il fait des conférences théologiques et des publications. Il a aussi apporté son soutien à certains réseaux de résistants.
Il a publié en 1941 un livre La France et le problème du pétrole. Il enseigne la pétrographie sédimentaire à l'École du pétrole, en 1944.
À partir de 1939, il a commencé à approfondir ses réflexions sur l'Évolution, l'origine de la vie et la philosophie naturelle. Avec le jésuite Jules Carles (1902-2000), Paul Ricœur, Pierre Teilhard de Chardin, il publie dans le cahier Recherches et débats no 4, « Pensée scientifique et foi chrétienne », un article sur « Les problèmes de l'Évolution ». Il a participé à un débat au cours de la séance du 7 février 1944 de la Société géologique de France pour répondre à un livre de Georges Salet et Louis Lafont, L'évolution régressive publié en 1943 aux Éditions franciscaines qui défendait le créationnisme contre le transformisme. Il condamne cette thèse et écrit : « Pour eux, la succession complète des êtres aboutissant à l'Homme aurait été réalisée avant le Primaire. C'est le péché originel commis par le premier couple humain, qui vint perturber l'ordre harmonieux établi et marqua la fin de l'âge d'or. Depuis cette époque, nous assistons à une dégradation progressive des espèces végétales et animales ». En 1947, il reprend la critique du livre L'évolution régressive dans Progrès ou régression ?.
En 1944, il devient chargé de recherche au CNRS et collaborateur-adjoint au service de la carte géologique de la France. Il est nommé maître de recherches au CNRS en 1954.
En 1943, il a publié avec André Glory Les Premiers hommes, précis d'anthropologie préhistorique et a donné à partir de 1944 des conférences sur l'Homme, ses origines et son avenir. En 1945, il publie deux ouvrages philosophiques Les Harmonies du monde moderne et Esquisse d'une histoire de la vie.
En 1949, il commence à travailler et publier avec Fernand Crouzel sur les vertébrés fossiles, en particulier les Mastodontes. Après une conférence à Lisbonne en mai 1950, il s'intéresse à la faune se trouvant dans les sables de Lisbonne qui a donné une publication en 1953. Il s'est intéressé à la Tunisie à partir de 1951.
Il a continué ses études et conférences religieuses et aborde la question des origines de l'Homme. Il publie à la suite, en 1957, La Préhistoire et ses problèmes, en 1958, Les religions des préhistoriques et des primitifs (avec S. Goetz), suivi en 1961 par Origine et destin de la vie.
Ses contacts avec des sages l'ont amené à écrire la préface de Sagesse de la vie (1962) écrit par Paul Voivenel, ce dernier ayant illustré la conclusion de son livre Origine et destin de la vie. Il a aussi donné une postface pour le livre La Marche au Soleil d'Adam Saint-Moore, en 1965.
Il a pris sa retraite du CNRS en 1970 et s'est retiré dans un couvent franciscain qu'il a restauré pendant son supériorat grâce à des dons. Il a donné sa dernière publication géologique avec Fernand Crouzel en 1973.
Il est membre de :
- Société géologique de France (1932)
- Société historique et archéologique du Périgord (1939)
- Académie des sciences, inscriptions et belles-lettres de Toulouse (1939)

Il meurt le 12 mars 1983 à Toulouse.

## Distinctions
- 1959 : prix Halphen de l'Académie française.

## Publications
« Publications du Père F.-M. Bergounioux », dans Institut catholique de Toulouse. Chronique no 2, Souvenir F.-M. Bergounioux, p. 5-15, supplément du Bulletin de littérature ecclésiastique, 1984, no 4 (lire en ligne)
- « Sur un Clemmys du pontien catalan », dans Bulletin de la Société d’Histoire naturelle de Toulouse, Toulouse, 1931, tome 61, p. 72-78 (lire en ligne)
- « Le genre Allaeochelys et ses caractères adaptatifs », dans Bulletin de la Société d’Histoire naturelle de Toulouse, Toulouse, 1931, tome 61, p. 161-181 (lire en ligne)
- « Sur un galet de grès rouge trouvé dans les alluvions de l’Agout en amont de Castres », dans Bulletin de la Société d’Histoire naturelle de Toulouse, Toulouse, 1931, tome 61, p. 292
- Sur une Clemmys du pontien catalan. Le genre "Allaeochelys" et ses caractères adaptatifs, imprimerie de Henri Basuyau, Toulouse, 1931
- « Sur la place des trionyx dans la classification des chéloniens », Comptes-rendus de Académie des sciences, Paris, 1932
- « Sur une Clemmys de La Débruge », dans Bulletin de la Société d'Histoire Naturelle de Toulouse, 1932, tome 64, p. 403-409 (lire en ligne)
- « Chéloniens fossiles conservés au Museum d'Histoire naturelle de Munich », dans Bulletin de la Société d'Histoire Naturelle de Toulouse, 1932, tome 64, p. 523-544 (lire en ligne)
- « Monographie paléontologique de la faune de Vertébrés des sables de Montpellier. II Chéloniens », dans Travaux et Documents des Laboratoires de Géologie de Lyon, 1933, fascicule  23, mémoire 2 (lire en ligne)
- « Remarques sur les Chéloniens fossiles de la famille des Amphichélydés », dans Compte rendu de l'Académie des sciences, Paris, 1933, tome 197, p. 1449-1451
- « Sur une nouvelle espèce de Testudo du bassin lutétien de Palette », dans Bulletin de la Société d'Histoire Naturelle de Toulouse, 1933, tome 65, p. 508-520 (lire en ligne)
- « Sur l'Emys camperi du Musée de Bruxelles », dans Bulletin du Musée royal d'histoire naturelle de Belgique, Bruxelles, 1933
- « Monographie de quelques chéloniens fossiles conservés au Muséum de la ville de Marseille », dans Annales du Muséum de histoire naturelle de Marseille, 1934, tome 26, mémoire 3, p. 1-19
- « Constitution géologique de la colline de Fourvière », dans 4e congrès de lectures franciscaines de langue française, Aux éditions franciscaines, 1934
- « Sur quelques Chéloniens fossiles du Nord de l'Italie », dans Bulletin de la Société d'Histoire Naturelle de Toulouse, 1934, tome 66, p. 271-280 (lire en ligne)
- « Le groupe des Chéloniens pleurodires au cours des temps géologiques », dans Compte rendu de l'Académie des sciences, Paris, 1934, tome 198, p. 597-599
- « Contribution à l'étude paléontologique des chéloniens : chéloniens fossiles du bassin d'Aquitaine », dans Mémoires de la Société géologique de France, Paris, 1935, p. 1-216
- « Monographie des Chéloniens fossiles conservés au Laboratoire de Géologie de la Faculté des Sciences de Lyon », dans Travaux et Documents des Laboratoires de Géologie de Lyon, 1936, Fascicule 31, mémoire 26 (lire en ligne)
- « Chéloniens fossiles conservés au Laboratoire de Géologie de la Faculté des Sciences de Clermont-Ferrand », dans Bulletin de la Société d'Histoire Naturelle de Toulouse, 1936, tome 69, p. 50-68 (lire en ligne)
- « Thalassochelys lezennensis, tortue nouvelle du nord de la France », dans Annales de la Société géologique du Nord, 1936, no 61, p. 35-42
- « Broïlia manuascenssis nov. sp., tortue paludine de l'Oligocène de Manosque », dans Bulletin de la Société géologique de France, 1936, p. 59-62
- « Sur l'origine du groupe des Trionychoïdés », dans Compte rendu de l'Académie des sciences, Paris, 1936, tome 23, p. 1087
- « Chéloniens fossiles du Kiméridgien du cap de la Hève », dans Bulletin de la Société d'Histoire Naturelle de Toulouse, 1937, tome 65, p. 180-191 (lire en ligne)
- « Pour ou contre l'évolution ? », dans Chronique de l'Institut catholique de Toulouse, janvier-février 1937
- « De la panthalassé à la lande bretonne », dans La France franciscaine, tome 20, avril-juin 1937
- avec Louis Mengaud, « Sur le gisement de Platychelys Courrenti BERG. de Saint-Jean-de-Barrou (Aude) », dans Compte rendu som. de la Société géologique de France, 1937, p. 239-240
- « Cupressocrinus elongatus goldf. du givétien des Asturies », dans Bulletin de la Société d'Histoire Naturelle de Toulouse, 1938, tome 72 p. 63-68 (lire en ligne)
- « Archaeochelys Pougeti nov. gen., nov. sp., tortue fossile du Permien de l'Aveyron », dans Bulletin de la Société géologique de France, 1938, p. 67-75 (lire en ligne)
- « Chéloniens fossiles d'Espagne », dans Bulletin de la Société d'Histoire Naturelle de Toulouse, 1938, tome 72, p. 257-288 », dans Bulletin de la Société d'Histoire Naturelle de Toulouse, 1938, tome 80, p. 257-288 (lire en ligne)
- avec Maxime Gorce, 	Science moderne et philosophie médiévale, Alcan, Paris, 1938
- « Science expérimentale et métaphysique », dans Bulletin de Littérature Ecclésiastique, 1939, tome 40, no 2, p. 73-91 (lire en ligne)
- « Recherches préhistoriques en Extrême-Orient d'après le R. P. Teilhard de Chardin », dans Bulletin de Littérature Ecclésiastique, 1939, tome 40, no 2, p. 92-99 (lire en ligne)
- La France et le problème du pétrole, Laboratoire de géologie de l'Institut catholique de Toulouse, Toulouse, 1941
- « Radiesthésie et géophysique; principes et méthodes », dans Mémoires de l'Académie des sciences, inscriptions et belles-lettres de Toulouse, 1941, p. 281-293 (lire en ligne)
- « Fractures et plissements  du Haut-Quercy sur la feuille de Gourdon », dans Bulletin des services de la carte géologique de France et des topographies souterraines, 1942, tome 43, no 210
- « Les fondations géologiques du régionalisme français », dans Mémoires de l'Académie des sciences, inscriptions et belles-lettres de Toulouse, 1942, p. 99-120 (lire en ligne)
- « Composantes d'une civilisation », dans Mémoires de l'Académie des sciences, inscriptions et belles-lettres de Toulouse, 1943, p. 213-233 (lire en ligne)
- avec E. Borne, « Réflexions sur la crise du déterminisme », dans Bulletin de littérature ecclésiastique, 1943, tome 44, p. 21-38 (lire en ligne)
- avec André Glory, Les Premiers hommes, précis d'anthropologie préhistorique, Didier, Toulouse, 1943 1re édition, Didier, Paris, 1952, 4e édition (extraits)[7]
- avec A. Glory, « Les premiers hommes », dans Bulletin de littérature ecclésiastique, 1944, tome 45, p. 47-55 (lire en ligne)
- Harmonies du monde moderne (préface d'Étienne Borne), , Didier, Toulouse 1945
- « L'évolution de l'outillage au cours des temps préhistoriques », dans Mémoires de l'Académie des sciences, inscriptions et belles-lettres de Toulouse, 1945, p. 83-99 (lire en ligne)
- « Sur quelques faciès sidérolithiques dans le Haut-Quercy », dans Bulletin de la Société d'Histoire Naturelle de Toulouse, 1945, tome 80, p. 159-169
- Progrès ou régression ?, (préface du cardinal Saliège), Didier, 1947
- Esquisse d'une histoire de la vie, Éditions de la Revue des jeunes, 1947
- « Sur la genèse des argiles sidérolithiques », Société géologique de France, 1947,  no 7-8, p. 167-168
- « Les terrains sidérolithiques du nord du bassin d'Aquitaine. Houille, minerais, pétrole »,dans Revue de géologie économique, 1947, no 2, p. 47-51
- « Progrès ou régression », dans Bulletin de littérature ecclésiastique, 1947, tome 48, p. 62-63 (lire en ligne)
- « Essai de classification raisonnée des hominidés fossiles », dans Bulletin de littérature ecclésiastique, 1947, tome 48, p. 138-156 (lire en ligne)
- « Les étapes du développement anatomique de l'Humanité. À propos d'une découverte récente », dans Bulletin de littérature ecclésiastique, 1948, tome 49, p. 53-56 (lire en ligne)
- avec Fernand Clouzel, « Le faciès des sables fauves dans le bassin d'Aquitaine », dans Bulletin de la Société géologique de France, 1949, tome 19, p. 135-153
- « Accidents siliceux dans les calcaires lacustres d'Asprières (Aveyron) », dans Bulletin de la Société d'Histoire Naturelle de Toulouse, 1950, tome 85, p. 216-220 (lire en ligne)
- avec Jeanne Doubinger, « Bassins houillers paraliques et limniques : méthodes de recherche », dans Bulletin de la Société d'Histoire Naturelle de Toulouse, 1950, tome 85, p. 221-229 (lire en ligne)
- avec Jeanne Doubinger, « Sur un lignite d'El-Oudiane (Tunisie) », 70e congrès de l'A.F.A.S., mai 1951, Tunis
- avec Georges Zbyszewski et Fernand Clouzel, « Les Mastodontes des sables miocènes de Lisbonne », dans Comptes rendus hebdomadaires des séances de l'Académie des sciences, 1951, tome 232, p. 255-256 (lire en ligne)
- avec Fernand Clouzel, « Sur la nature, l'âge et l'extension de quelques poudingues nord-pyrénéens », dans Proceedings of the Third International Congress of Sendimentology, 1951, Groningen, p. 67
- avec Camille Arembourg et Jeanne Signeux, Les vertébrés fossiles des gisements de phosphates (Maroc, Algérie, Tunisie). Les chéloniens fossiles de Gafsa, Notes et Mémoires du Service Géologique, no 92, 1952
- Les chéloniens fossiles de Gafsa, Institut catholique de Toulouse, Toulouse, 1952
- avec Georges Zbyszewski et Fernand Crouzel, Les mastodontes miocènes du Portugal, Direction Générale des Mines et Services Géologique. Mémoires des Services Géologiques du Portugal. Mémoire nº 1, 1953
- Les chéloniens fossiles des terrains tertiaires de la Vénétie, Società Cooperativa Tipografica, Padova, 1954
- avec Fernand Crouzel, « Quelques nouvelles formes de Mastodontes du Miocène de la Péninsule Ibérique », dans Comptes rendus de l'Académie des sciences, Paris, 1955
- avec Fernand Crouzel, « Le genre Serridanancus », Comptes rendus de l'Académie des sciences, Paris, 1956, tome 242, p. 1750-1753
- avec Fernand Crouzel, « Le genre Serridanancus. Mastodontidé de l'Helvétien moyen de Simorre (Gers) », dans Bulletin de la Société géologique de France, 1956, tome 6, p. 431-443
- avec Fernand Crouzel, « Présence de Tetralophodon longirostris dans le Vindobonien inférieur de Tunisie », dans Bulletin de la Société géologique de France, 1956, tome 6, p. 547-558
- « Les reptiles fossiles des dépǒts phosphatés sud tunisiens », dans Annales des mines et de la géologie, imprimerie La Rapide, Tunis, 1956
- avec Fernand Crouzel, « Sur la présence d'une molaire  de Turicius turicensis dans les sables fauves du Bas-Armagnac », dans Bulletin de la Société d'histoire naturelle de Toulouse, Toulouse, 1957, tome 92, p. 157-160 (lire en ligne)
- avec Fernand Crouzel, « Révision de quelques espèces de Mastodontes du Miocène », dans Bulletin de la Société géologique de France, 1957, tome 7, p. 45-59
- avec Fernand Crouzel, « Les Mastodontes d'Espagne », dans Estudios Geológicos, 1958, volume 14, no 40, p. 223-365
- La préhistoire et ses problèmes, Librairie Arthème Fayard (collection Les Temps et Les Destins), Paris, 1958, prix Halphen en 1959
- avec Joseph Goetz, Les religions des Préhistoriques et des Primitifs, Libraire Arthème Fayard, Paris, 1958
- « Un destin exemplaire. Monseigneur Amédée Bouyssonie (1867-1958) », 1958, tome 59, no 4, p. 228-235 (lire en ligne)
- avec Fernand Crouzel, « Nouvelles observations sur le petit Mastodonte du Cartennien de Kabylie », dans Compte rendu de la Société géologique de France, 1959, no 5, p. 101-102
- avec Fernand Crouzel, « Zygolophodon borsoni HAYS du Musée d'histoire naturelle de Dijon », dans Bulletin de la Société de Bourgogne, 1959, tome 19, p. 1-20
- avec Fernand Crouzel, « Les genres Zygolophodon et Turicius en Europe occidentale », Congrès des Sociétés savantes, dans Bulletin de la Société de Bourgogne, 1959, tome 19, p. 20-26
- « Réflexions sur la mentalité de l'homme primitif », dans Bulletin de littérature ecclésiastique, 1959, tome 60, no 3, p. 161-176 (lire en ligne)
- avec Fernand Crouzel, « Mastodontes du Miocène du Bassin d'Aquitaine », dans Bulletin de la Société d'histoire naturelle de Toulouse, Toulouse, 1960, tome 95, p. 232-286 (lire en ligne)
- « Réflexions sur la paléosociologie », dans Mémoires de l'Académie des sciences, inscriptions et belles-lettres de Toulouse, 1960, p. 35-54 (lire en ligne)
- « Un maître de la préhistoire : l'abbé Henri Breuil (1877-1961) », dans Bulletin de littérature ecclésiastique, Institut catholique de Toulouse, 1961, tome 62, p. 297-300 (lire en ligne)
- Origine et destin de la vie, Les éditions ouvrières (collectionPoints d'appui), 1961
- avec Fernand Crouzel, Les déinothéridés d'Europe, Masson, Paris, 1962
- Titres et travaux scientifiques de Frédéric-Marie Bergounioux, 1963
- « Les Néandertaliens », dans Bulletin de la Société historique et archéologique du Périgord, 1964, supplément Centenaire de la préhistoire en Périgord (1864-1964), p. 15-19 (lire en ligne)
- avec Fernand Crouzel, Sur quelques Castorides du bassin d'Aquitaine, dans Bulletin de la Société géologique de France, 1964, p. 253-257
- avec Fernand Crouzel, « Les Chéloniens de Sansan », dans Annales de paléontologie/Vertébrés (Masson), 1965, tome 51, p. 151-187
- avec Fernand Crouzel, « Les pliopithèques de France », dans Annales de paléontologie/Vertébrés (Masson), 1965, tome 51
- « L'animal vertical », dans Bulletin de littérature ecclésiastique, 1965, tome 66, no 3, p. 161-173 (lire en ligne)
- avec Fernand Crouzel, « Données complémentaires sur les Mastodontes de Sansan (fouilles de 1961 à 1964) », dans Bulletin de la Société d'histoire naturelle de Toulouse, Toulouse, 1966, tome 102, p. 371-375 (lire en ligne)
- avec Fernand Crouzel, « Sur un nouveau gisement fossilifère burdigalien : le lieu-dit Bézian à La Romieu », dans Bulletin de la Société d'histoire naturelle de Toulouse, Toulouse, 1967, tome 103, p. 366-368 (lire en ligne)
- avec Fernand Crouzel, « Sur deux gisements stampiens du Bassin d’Aquitaine Saint-Martin de Casselvi (Tarn) et Launaguet (Haute-Garonne) », dans Bulletin de la Société d'histoire naturelle de Toulouse, Toulouse, 1968, tome 104, p. 367-380 (lire en ligne)
- avec Fernand Crouzel, « Deux tortues fossiles d'Afrique », dans Bulletin de la Société d'histoire naturelle de Toulouse, Toulouse, 1968, tome 104, p. 179-186 (lire en ligne)
- avec Fernand Crouzel, « Trois gisements de mammifères au pied des Petites Pyrénées », dans Bulletin de la Société d'histoire naturelle de Toulouse, Toulouse, 1970, tome 106, p. 54-58 (lire en ligne)
- avec Fernand Crouzel, « Un gisement fossilifère Oligocène à Saverdun (Ariège) », dans Bulletin de la Société d'histoire naturelle de Toulouse, Toulouse, 1971, tome 107, p. 89-92
- avec Fernand Crouzel, « Amphicyon major Blainville du Miocène moyen de Sansan (Gers) », Annales de paléontologie / Vertébrés (Masson), Paris, 1973